# تیم ملی بسکتبال ترکمنستان
تیم ملی بسکتبال ترکمنستان نماینده ترکمنستان در مسابقات بین‌المللی بسکتبال است. این تیم بالاترین سطح بسکتبال در کشور ترکمنستان نیز هست. این تیم از سال ۱۹۹۸ به فیبا پیوست.